# Sikudden
Sikudden är en bebyggelse vid nordvästra stranden av Bråviken öster om Åby  i Norrköpings kommun. Vid SCB;s ortsavgränsning 2020 klassades bebyggelsen som en småort.